# Impacto de la pandemia de COVID-19 en la alimentación
La pandemia de COVID-19 ha impactado sobre la producción y distribución de alimentos, lo que pone en riesgo la seguridad alimentaria de vastos sectores de la población de la mayoría de los países.
El sistema de abastecimiento y distribución de alimentos consta de varias etapas, necesarias para que los productos básicos no elaborados en su lugar de origen lleguen a los consumidores finales. La interrupción de cualquiera de las etapas, —por ejemplo el transporte, la elaboración en plantas manufactureras, la distribución mayorista y minorista—, afecta a la totalidad del sistema.
La gran mayoría de las estrategias diseñadas para minimizar los impactos negativos de la pandemia están relacionadas con la asistencia y la protección de los diversos actores de la cadena de suministros de alimentos, que incluyen a los productores de bienes primarios, las industrias de elaboración de productos, los mercados locales de abastecimiento y la logística que enlaza a todo el sistema. La asistencia directa e inmediata a las poblaciones vulnerables y la coordinación de políticas entre los distintos gobiernos son algunas de las medidas propuestas a fin de evitar la crisis alimentaria a escala global.

## Contexto

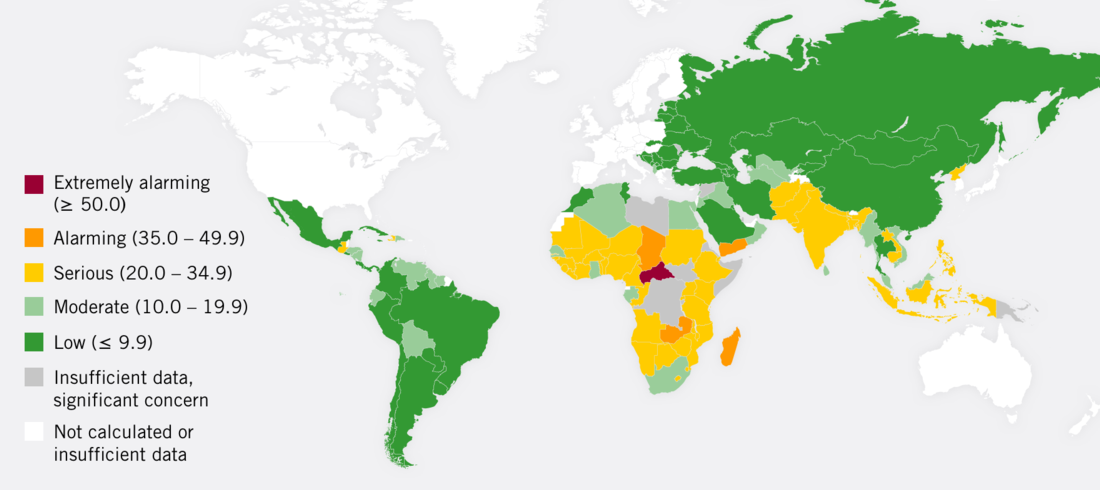
Mapa que muestra las puntuaciones GHI (Índice Global de Hambre) de 2019

Según la FAO, 820 millones de personas en el mundo padecían hambre crónica antes del inicio de la pandemia de enfermedad por coronavirus de 2019-2020. Un informe de 2019 señalaba que “alrededor de 113 millones de personas en 53 países experimentaron inseguridad alimentaria aguda en 2018”, situación que se produce cuando “la incapacidad de una persona para consumir alimentos adecuados pone en peligro inmediato su vida o sus medios de subsistencia". Algunos de esos países, además, sufrieron la invasión de varias plagas de langostas en febrero de 2020 como consecuencia de la inusual prolongación de la temporada de lluvias. La destrucción de cultivos producto de esta plaga creó una presión adicional sobre la alimentación de millones de personas del Cuerno de África.
Los conflictos armados en la región de Medio Oriente y el Norte de África, —Argelia, Bahréin, Egipto, Irán, Irak, Jordania, Kuwait, Líbano, Libia, Mauritania, Marruecos, Omán, Palestina, Catar, Arabia Saudí, Sudán, Siria, Túnez, Emiratos Árabes Unidos y Yemen—, tienen una incidencia profunda y a largo plazo en la continuidad de la producción y distribución de alimentos, tanto para aquellos países donde el conflicto se desarrolla como para sus vecinos. Las interrupciones en los ciclos productivos y la imposibilidad de llevar adelante programas de mejora de prácticas agrícolas han afectado a la seguridad alimentaria y nutricional en toda la región.
En la región de América Latina y el Caribe, los países más afectados por la inseguridad alimentaria en 2018 fueron Haití, Guatemala, Nicaragua, Bolivia y Venezuela, con porcentajes de entre el 49,3 % de la población en el caso de Haití y 15,2 % en el caso de Guatemala.

## Impacto
La pandemia de enfermedad por coronavirus podría producir hacia finales de 2020 aproximadamente la duplicación de las personas que sufren hambre aguda en el mundo, lo que equivale a unas 265 millones de personas. La aparición de una crisis alimentaria generalizada depende de la extensión y duración de la pandemia, que podría afectar las cadenas de producción y distribución de alimentos a escala global.
Las medidas adoptadas por la mayoría de los países del mundo a fin de evitar la propagación del virus han causado una disminución de la demanda, debido a reducción de los ingresos familiares y el cierre de restaurantes y comedores y en simultáneo de la oferta de productos, afectada por el cierre de establecimientos de elaboración o las dificultades logísticas y de distribución a nivel local. A medida que la pandemia se extiende, algunos países han comenzado a restringir sus exportaciones de productos básicos, lo que podría resultar en un riesgo para la seguridad alimentaria de los países importadores. En paralelo, la recesión global que se anticipa podría generar un impacto negativo en las economías emergentes que dependen de la exportación de materias primas.
La FAO advirtió que en América Latina y el Caribe se producirán alteraciones en la demanda, producto de la reducción del poder adquisitivo de la población y en la oferta por alteraciones en el acceso a insumos o capital. Además, señaló la posibilidad de incrementos en los precios locales debido a desajustes en los flujos normales de importación y exportación de alimentos. En paralelo, se estima que las personas que habitualmente desarrollan tareas vinculadas a la hotelería y el turismo, se trasladarán hacia entornos rurales al haber perdido sus fuentes de ingreso por el cierre masivo de esos servicios. Estos traslados incrementarán los bolsones de pobreza rurales tradicionales de varios países de la región.
Según Arif Husain, economista del Programa Mundial de Alimentos (WFP) la pandemia puede tener consecuencias mucho más graves en aquellos países con grandes sectores en situación de inseguridad alimentaria, dado que "la desnutrición aumenta la vulnerabilidad a las enfermedades". A esta situación se agregan dos factores adversos simultáneos: el aumento del precio de los alimentos que deben importar para cubrir sus necesidades y la disminución de los ingresos por turismo o exportaciones de materias primas causados por la crisis global.
Francia, Alemania, Italia, España y Polonia, entre otros países europeos destacados por su producción agrícola, enfrentan una crisis de mano de obra debido al cierre de fronteras. Cientos de miles de trabajadores migrantes estacionales se dedican cada año a la producción de frutas, verduras y vino, en granjas y establecimientos que dependen de ellos para su funcionamiento.
En Estados Unidos la pandemia ha puesto en evidencia la debilidad del sistema debido en parte a la concentración de las empresas procesadoras de carne. Los representantes de los trabajadores denunciaron reiteradamente las condiciones de trabajo; al verificarse más de 9000 contagios y 40 muertes entre los trabajadores, las empresas decidieron cerrar algunas de sus plantas de elaboración. Esto produjo la interrupción de la cadena de distribución, con dos consecuencias negativas simultáneas: aumento de precios y riesgo de desabastecimiento debido a la falta de oferta, y situación de emergencia en los productores agropecuarios, debido a la caída de la demanda. La situación afecta particularmente a los productores de cerdos, que no pueden modificar el tiempo de cada etapa del ciclo productivo. Cerrados los canales de comercialización y con escasa o nula posibilidad de conservar a los animales dentro de los establecimientos de crianza, los productores de cerdos enfrentan la posibilidad de tener que matar a los animales que no pueden alimentar.

## Estrategias
Las medidas propuestas a fin de minimizar los impactos negativos se basan en estrategias de promoción de los distintos sectores que intervienen en la cadena de suministros. En este sentido, la FAO afirmó que 

Para mitigar los efectos de la pandemia en la alimentación y la agricultura, la FAO insta a los países a satisfacer las necesidades alimentarias inmediatas de sus poblaciones vulnerables, impulsar sus programas de protección social, continuar con el comercio mundial de alimentos, mantener la cadena de suministro nacional y contribuir a desarrollar la capacidad de los pequeños agricultores para aumentar la producción alimentaria.

Un grupo de líderes de distintos organismos internacionales expresaron que ante el riesgo de una crisis alimentaria, los "gobiernos deberían establecer o fortalecer mecanismos de protección social para proteger a los más vulnerables. Las mujeres de edad avanzada, discapacitadas, embarazadas y lactantes, bebés, niños en edad escolar y presos que dependen de programas de alimentación son más susceptibles a la inseguridad alimentaria", al tiempo que destacaron la necesidad urgente de aumentar "la resiliencia de nuestros sistemas alimentarios. Fortalecer la gestión de los mercados y crear redundancia para evitar interrupciones en la cadena de suministro".
El Consejo de Seguridad de la ONU, entre otras prioridades, señaló la importancia de "aumentar el apoyo a la elaboración de alimentos, al transporte y a los mercados locales de productos, y fomentar la apertura de los corredores comerciales que garanticen el funcionamiento continuo de la cadena de suministro de alimentos y los sistemas agroalimentarios esenciales en los países con crisis alimentaria".
Un grupo de responsables de áreas de producción de alimentos de 26 países de América Latina y el Caribe emitieron un documento en abril de 2020 en el cual proponían medidas conjuntas y coordinadas para enfrentar la posible crisis. Estas medidas incluyen la asistencia técnica y financiera a los pequeños y medianos productores; el control sobre el funcionamiento de los mercados mayoristas y la supervisión estrecha y permanente sobre las cadenas de distribución, tanto locales como regionales; la promoción de medidas fiscales de resguardo a los productores y distribuidores y el impulso al uso de tecnologías de comercio electrónico; y la creación de programas para prevenir las pérdidas y desperdicios de alimentos, entre otras.
En una carta abierta dirigida a los líderes mundiales, los CEO de las principales empresas, organizaciones de la sociedad civil, científicos y políticos expusieron su alarma por las consecuencias globales a largo plazo de la pandemia y sugirieron la aplicación de tres medidas: mantener el flujo de suministro de alimentos en todo el mundo y mantener el comercio abierto; aumentar el apoyo a los más vulnerables; e invertir en sistemas alimentarios sostenibles y resilientes.
La Organización Internacional del Trabajo señaló que las políticas nacionales e internacionales para enfrentar la emergencia social y alimentaria derivada de la pandemia debían diseñarse sobre cuatro ejes: estimular la economía y el empleo; sostener empresas, empleos e ingresos; proteger a los trabajadores en ellugar de trabajo; y confiar en el diálogo social para encontrar soluciones.
El Departamento de Pesca y Acuicultura de la FAO emitió un documento en el cual afirma que “Resulta esencial que a cada fase de la cadena alimentaria de la pesca y la acuicultura se le brinde toda la protección posible”. Entre otras acciones, sugiere la ampliación de la temporada de pesca, el incremento de las compras de productos marinos por parte de los Estados, y que en el plano internacional los gobiernos adopten en conjunto las medidas necesarias para garantizar el normal flujo comercial.